# Казимир IV (герцог Померании)
Казимир IV (нем. Kasimir IV, пол. Kazimierz IV, пол. Kaźko słupski), по другому исчислению Казимир V (около 1345/51 — 2 января 1377), — князь Добжинский с 1370 года, герцог Померании-Слупска с 1374 года из династии Грейфов.

## Биография

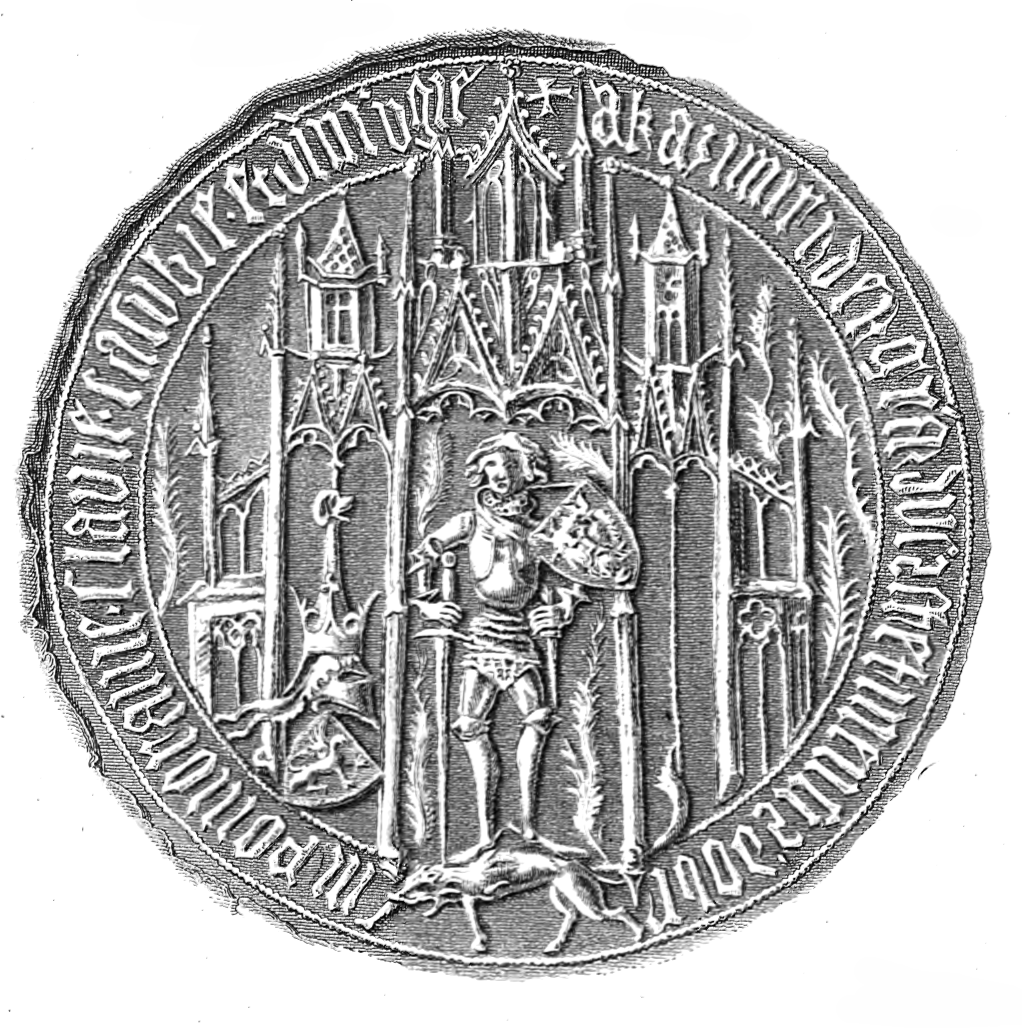
Печать Казимира IV

Старший сын герцога Померании-Слупск (Померании-Штольп) Богуслава V Великого и Елизаветы Польской, дочери короля Польши Казимира III Великого. Ранее считалось, что он родился в 1345 году (по Мартину Верманну), современные исследователи (Родерих Шмидт) принимают за дату рождения 1351 год.
После смерти матери воспитывался вместе с сестрой Елизаветой, женой императора Карла IV, при дворе своего деда, короля Казимира III, в Кракове. Король Польши усыновил Казимира в 1368 году и сделал его своим наследником. тогда же он получил земли Серадзскую и Ленцичскую. В 1370 году он получил также Добжинскую землю на правах лена, часть Куявии с Быдгощем, кастелянства Крушвицское, Злоторийское, Валчское и Злотувское.
После смерти Казимира Великого, несмотря на поддержку кандидатуры Казимира IV на польский престол частью великопольских магнатов, суд аннулировал завещание и по так называемому «договору о пережитии» королём Польши стал Людовик I Великий. Суд также признал, что Добжинская земля, Быгдощ, Крушвица, Злотов и Валч законно принадлежат Казимиру.
После смерти отца в 1374 году стал герцогом Померании-Слупск, а также опекуном своих соправителей и единокровных братьев Вартислава VII, Богуслава VIII и Барнима V. Образ жизни Казимира привел к тому, что лучшие земли герцогского домена были частично розданы или проданы в целях пополнения финансов и погашения долгов..
В 1376 году приехал в Добжинскую землю, чтобы принять участие в войне с князем гневковским Владиславом Белым на стороне короля Людвига При осаде замка Злоторя камнемет попал ему в голову. От полученного ранения Казимир вскоре и скончался, 2 января 1377 года в Быдгоще. Похоронен в цистерцианском монастыре Бышева.
Поскольку Казимир IV принес за свои владения в Польше ленную присягу королю, их, по причине отсутствия у него детей, забрал король Людвиг I. Прав наследников Казимира — герцогов Вартислава VII, Богуслава VIII и Барнима V он не признал. Супруге Казимира Малгожате король отдал Добжинскую землю. В 1378 году она отказалась от своих прав в пользу князя Владислава Опольчика. Управление герцогством Померания-Слупск после смерти Казимира взял на себя в качестве старшего из братьев Вартислав VII.

## Семья
Герцог Казимир был женат дважды. Первым браком — на Кенне, дочери Великого князя литовского Ольгерда, скончавшейся в 1368 году. В том же 1368 году Казимир сочетался браком с Малгожатой (Маргаритой), дочерью князя мазовецкого Земовита III.
От обеих браков не имел потомства.
Его вдова Малгожата в 1379 году вышла замуж за герцога Бжега Генриха VII.